# 石井秀仁
石井 秀仁（いしい しゅうじ、1976年12月7日 - ）は、日本のロックミュージシャン。群馬県安中市出身。いくつかのバンドを経て、2000年6月cali≠gariにボーカルで参加。cali≠gari活動休止後は、自身のレーベル"CiTY"を設立。ソロワークスとしてテクノロックバンドGOATBEDを結成、2012年現在はcali≠gariとGOATBEDを並行して活動している。

## 略歴
1992年、インディーズバンド「Dis-grais」にボーカルで加入。1993年 活動停止。
1994年1月、インディーズバンド「さくらん」にボーカルで加入。
さくらん解散後の1996年は「マドリガル」「フロート」「undertou（Synthを担当）」といったバンドで活動、多彩なジャンルのアプローチを研鑽。
2000年6月、前ボーカル脱退に伴い、ロックバンド「cali≠gari」加入。
2001年12月、メンバーのソロ企画盤『カリガリじゃないじゃない（T_T）』で、「千葉市」というオルタナティヴ・ロック・バンドを結成。メンバーは「undertou」の南波健一（Gt）、依元智史（Ba）、エリ（Dr）。
2002年4月4日、cali≠gari、gai RECORDSからマキシシングル「マグロ」でメジャー・デビュー。
2003年6月、cali≠gariの無期限活動停止。それと同時に自身の新たなプロジェクトとして「goat bed」の活動を開始。また、自身のレーベル「CiTY」を設立する。
2004年、アルバム2ヶ月連続リリースや、「CITYコネクション」「SONIK FONIK TONIX」と称したCiTYレーベルのイベントライブの開催、「CITYコレクション」と称したオムニバスアルバムのリリース等、精力的に活動を行う。
2005年4月、goatbed、BabeStarからシングル「モニカ」でメジャー・デビュー。6月、DAIGO☆STARDUST（DAIGO）のシングル「SCAPEGOAT」に編曲で参加。9月、CiTYレーベル所属バンド「Cyanotype」にギタリスト、ミュージックシーケンサーで加入。
2006年4月、goat bedを「GOATBED」と変名し、新たに活動開始。
2008年5月、GOATBEDとしてのライブ活動の休止を発表。8月、日本のレイヴバンドMONICA URANGLASSの1st EP「The Invitation EP」にリミックスで参加。12月、アイドルグループ「9nine」のメンバー西脇彩華のソロ『「ORDINARY VENUS』をプロデュース（1980年代アイドル歌謡曲のテクノポップ編曲カバーアルバム）。
2009年4月、cali≠gariが消費期限付で復活。ボーカルとして参加。
2010年2月、MONICA URANGLASSの2nd EP「(Case Study) Coreless, Blah! Blah! Blah!」にリミックスで参加。12月、Közi、JUBILEEのSADIE PINK GALAXY、元GOATBEDメンバー小間貴雄らとヴィジュアル系バンドXA-VATを結成、cali≠gari復活時に在籍したFlyingStar Recordsよりメジャー・デビュー。
2011年5月、XA-VATが東名阪ツアーをもって活動を終了。6月にはcali≠gariが、秋にはGOATBEDが活動を再開。またGOATBEDに新たなメンバーとして石井の実弟が加入し兄弟ユニットとなる。
2014年8月、GOATBED TOUR2014「2×2」を開催。大阪、東京ともに2DAY公演。

## 人物
柔和なミッド・ハイから艶っぽいミッド・ローまで、影響に立脚した様々なニュアンスを歌い分ける。またギターやシンセサイザー、プログラミングにも習熟している。
邦洋問わず様々なジャンルの音楽を聴き、雑誌のインタビューや自身の日記等で記している。中でも1980年代のニュー・ウェイヴに著しく傾倒、実作面で影響を受け、音楽専門雑誌『ディスク・ガイド・シリーズ＃011 UKニュー・ウェイヴ』（2003年シンコーミュージック・エンタテイメント刊）においてライターを務めたり、自身が選曲したコンピレーション・アルバムをリリースするなど、その影響は大きいものといえる。更にはGOATBEDをはじめとしたライブ活動においても積極的に楽曲をカバー、更にはcali≠gari時代のラジオではAunt Sallyや本田恭章の曲をかけたりと、80年代の音楽には幅広い関心があるようである。
cali≠gari時のソロ企画であるオルタナティヴ・ロックバンド「千葉市」での楽曲「俺の血 2.14」（My Bloody Valentine）の様に、他のバンドをオマージュないしパロディ化した楽曲があり、専門誌上でも時折それを公言している。また、cali≠gariのアルバム「第6実験室」では楽曲「ひらきなおリズム」において「そもそもパクリ」「五番煎じに美を感じる」と辛辣にネタにしている。
音楽ニュースサイト『ナタリー』のインタビューにおいて「音楽は趣味で、専業ミュージシャンではない」と発言している、同時に「酒も飲まないし、遊ばないし。単純に音楽しかできない」とも語っている。
cali≠gariに加入した当初は、前任と対照的な石井の加入に否定的なファンに対し、ホームページの日記にて「本当にテメーらいいかげんにして下さい。」「聴きたくなけりゃ買わないで下さい。文句をダラダラ言いながら聴かないで下さい。」などやや挑戦的に発言し、物議を醸した。

## GOATBED
GOATBED（ゴートベッド）は、石井秀仁を中心としたニュー・ウェイヴエレポップバンド。活動休止前は音楽性は80年代ニュー・ウェイヴ歌謡ロックを基としていた。活動再開後の音楽性はミニマル・ミュージック寄りのテクノにシフトチェンジしている。

### 概要

#### 活動休止前
goatbedとして、cali≠gari活動休止後の2003年6月に活動を開始。
2005年4月6日、シングル『モニカ』でメジャー・デビュー。
2006年4月26日、アルバム『GOATBED』をリリース。新生「GOATBED」として、名義を改め新たに活動を開始する。
2008年5月2日、新宿LOFTで行われたLIVE「GOODLUCK DELETE」をもって活動を休止。
2009年3月4日にアルバム「V/A」をリリース。タワーレコードオンライン内での「J-POPウィークリーチャート（同年3月4日付）」にて、1位を獲得した。

#### 活動再開後
2011年、石井秀仁の実弟、雄次がサポートメンバーとして加入。ライブ活動を再開。後に正規メンバーとなり兄弟ユニットとなる。
2012年、Nitro+CHiRALより発売されたボーイズラブ系アダルトゲーム「DRAMAtical Murder」の主題歌及びサウンド・プロデュースを行う。
2012年、「DRAMAtical Murder」がテレビアニメ版とPlayStation Vitaの制作発表に伴い、アニメ版ではOPテーマとEDテーマ、PlayStation Vita版では引き続きBGMと主題歌を担当。

### メンバー
- 石井秀仁：ボーカル、ギター、ミュージックシーケンサー
- 石井雄次：キーボード、アートワークデザイン
  - 加入前はアルバム「V/A」や秀仁が活動していたXA-VATのアートワークデザインも担当していた。

### 旧メンバー

#### GOATBED時代
- 中村益久（from.Repons、portable pool、PENSION）：ギター、キーボード
- 武井誠（from.cali≠gari、Cyanotype）：ドラム

#### goatbed時代
- 依元智史（from.SITHA、ex.shitty milk）：ギター
- 小間貴雄（from.コマ、SITHA）：ベース
- ヤシマヒデキ（from.llllil）：ビジュアルジョッキー
- カイヅカヨウコ（from.SITHA、ex.undertou）：コーラス
- ナガイマイコ（from.Repons）：コーラス
- 的場誠也（ex.SITHA、undertou）：ドラム
- スミウチリサ（ex.undertou）：ドラム

### ディスコグラフィー

#### シングル
- モニカ（2005年4月6日 VICB-35001）
  - 限定生産

  1. モニカ（吉川晃司のカバー）
  2. ジュンカンノネイロ

  - 上條淳士がジャケットデザインを手がける。

- シンセスピアンズ（2006年10月7日 GBCD-006）
  - ネット発注限定

  1. シンセスピアンズ
  2. ツートンキラー2006
  3. ソニック フォニック トニックス2006
  4. ニューロマンサー2006
  5. シンセスピアンズ（過激なミックス）

- PS.PARADIS（2007年12月1日）
  - 代官山UNITのライブで限定配布。

  1. YOUNG VANING
  2. BUDDY BEAT

- DREAMON DREAMER（2013年3月13日 GRE-19/GRE-20）
  - TYPE A（CD＋DVD）
  - DISC1

  1. DREAMON DREAMER
  2. DREAMON DREAMER MAXDEADROOM remix
  3. DREAMON DREAMER inst.
  4. DREAMON DREAMER DEMO

  - DISC2（DVD）

  1. DREAMON DREAMER at 2012.12.6 ebisu Liquidroom

  - TYPE B（CDのみ）

  1. DREAMON DREAMER
  2. GREEN BAD SKUNK
  3. YAMA-HA

  - ボーイズラブゲーム『DRAMAtical Murder』ファンディスク『DRAMAtical Murder re:connect』イメージソング。CD+DVDとCDの2形態で同時発売。発売レーベルはニトロプラス関連を販売しているGEORIDE。
  - TYPE AとTYPE B同時購入特典としてニトロプラスオンラインストア購入者に、原画担当ほにゃららによるGOATBEDイラストアナザージャケット付属。またタワーレコード全店では「BY PHERO MONDO 2012(Nomix)」、ディスクユニオンでは「SONIC PHONIC TONICS 2012(Nomix)」を収録したCD-Rが付属。
  - TYPE Bに収録されている「YAMA-HA」はドイツのニュー・ウェイヴデュオ、Humpe&Humpe（フンペ・フンペ）のカバー。

- SLIP ON THE PUMPS（2014年8月20日）
  - アニメ版『DRAMAtical Murder』のOP・EDを収録したシングル。
  - 詳細は該当項目を参照。

##### Web配信限定シングル
- ドッツダッシュ / トウキョウサテライト（2006年5月24日）
  1. ドッツダッシュ
  2. トウキョウサテライト

- ジョニーライド（2006年12月1日 iTunes限定）
  1. ジョニーライド

#### アルバム
- goatbed（2003年9月3日 GBCD-001）
  1. テンプ
  2. マッドメン ダンス
  3. 無知なるダーク
  4. ポップ グルーヴ
  5. 風穴
  6. アナーキック マジック
  7. 循環の音色
  8. ゴートゥベッド

  - 8月20日、新宿LOFTにて会場限定盤のRising*8:20（GBCD-000）発売。
（8曲目の「ゴートゥベッド」は収録されていない。）

- 2d 1p（2003年12月29日 GBCD-002）
  - 限定販売
  - CD

  1. 13レシオ
  2. バレーストローク
  3. ウレイ・デイ・バイ・デイ

  - DVD

  1. エレクトロスカッシュ
  2. バレーストローク
  3. マッドメンダンス♯2
  4. ウレイ・デイ・バイ・デイ
  5. テンプ♯2

- テクニコントラストロン 01（2004年8月20日 SPL-10008）
  1. ウォー!ウォー．アイ．ニー
  2. ポップ グルーヴ
  3. サンドッグ　ハニームーン
  4. 13レシオ
  5. ボーイ
  6. テンプ
  7. 夢縁のメタファーあるいは、ウタだけ
  8. 時こそ今だ!
  9. ウレイ・デイ・バイ・デイ
  10. エンゼル トーク テック

- テクニコントラストロン 02（2004年9月20日 SPL-10009）
  1. アナーキック マジック
  2. エレクトロ スカッシュ
  3. パンク フロイト
  4. ひとつの部屋ふたりの人物（WIREのカバー）
  5. ピピ
  6. バレーストローク
  7. アンガー
  8. ラジカル バーバリアン
  9. ミュージック コンプリート

- ワーキングウォークマン（2005年5月25日 VICB-60005）
  1. ニューロマンサー
  2. ソニックフォニックトニックス
  3. モニカ
  4. ツートンキラー
  5. バディービート
  6. テクニコントラストロン
  7. ギンメタリズム
  8. ジオデジオ
  9. セッズセッズセッズ
  10. ワーキングウォークマン

  - 上條淳士がジャケットデザインを手がける。

- GOATBED（2006年4月26日 VICB-60014）
  1. エアロカッター
  2. サンドッグハニームーン
  3. ロケットベイベー
  4. アナーキックマジック
  5. マッドメンダンス
  6. シャンバランバ
  7. ウレイデイバイデイ
  8. 13レシオ
  9. ウォーウォーアイニー
  10. ポップグルーヴ
  11. エンゼルトークテック
  12. ミュージックコンプリート
  13. ラジカルバーバリアン
  14. ジオデジオ～ユー・スピン・ミー・ラウンド（デッド・オア・アライヴのマッシュアップ）
  15. アンガー

- シンセスピアンズ（2006年12月20日 GBCD-007B、007C）
  - DISC1

  1. カ・ゲ・キ
  2. サーキットウルフ
  3. ドッツダッシュ
  4. メタモルフォーマートランスフォーゼ
  5. ディスコーマ
  6. ジョニーライド
  7. シンセスピアンズ
  8. トウキョウサテライト
  9. フィジカル（オリビア・ニュートン＝ジョンのカバー）
  10. ロデオロギー
  11. 恋したっていいじゃない（渡辺美里のカバー）
  12. レイディーリーダー

  - DISC2

  1. プーキーパイキース
  2. ディスコーマ アッパーカット
  3. ドッツダッシュ ダ・ダ・ダ・ダンス
  4. ケセラセラフ（Reponsのカバー）

  - DVD（タワーレコード販売限定）

  1. カ・ゲ・キ
  2. ドッツダッシュ
  3. メタモルフォーマートランスフォーゼ
  4. シンセスピアンズ

  - 限定版と通常版のW購入特典で、限定シングル「BLITZS KISS」応募券付き。

- STOWAWAY TO PARADIS（2007年11月7日 XQDC-1002）
  - コラボ盤。『GOATBED×Silhouette New Romance』名義。

  1. By Phero Monde（GOATBED）
  2. Kelly Birkin（GOATBED）
  3. Guella（GOATBED）
  4. Blitz Kiss（GOATBED）
  5. Vogue man（GOATBED）
  6. Love Parasite（SilhouetteNewRomance）
  7. PinkHz Radio Wave（SilhouetteNewRomance）
  8. 2004-LABEL OF ROMANTICA（SilhouetteNewRomance）
  9. Never Mind The Boutique(Who's That No Futurist)（SilhouetteNewRomance）
  10. Children Of The Revolution（SilhouetteNewRomance）
  11. PinkHz Radio Wave[GOATBED Non Permission Edit]
  12. Vogue man[Silhouette In My Vogue Mix]

- V/A（2009年3月4日 VICB-60039）
  1. JAKE
  2. YOUNG VANING
  3. DECORATIBO
  4. YOUR GRANDPA IS THE MOST ABNORMAL
  5. BUDDY BEAT
  6. BY PHERO MONDE
  7. VOGUE MAN
  8. GOODLUCK DELETE

  - 「V/A」の意味は「Vanishing Alive（生きたまま消えうせる…）」
  - タワーレコード購入特典で限定シングル「Masculine devil」抽選。

- -shape.memory.music-DRAMAtical Murder soundtrack（2012年5月9日 LASA-5124/5）
  - DISC1

  1. AI CATCH
  2. Tears（いとうかなこ）
  3. feel your noise（木村世治）
  4. Sandy Weeds（VERTUEUX）
  5. Immer Sie（いとうかなこ）
  6. MASCULINE DEVIL
  7. de SLASH
  8. PARA MIDIA
  9. Only finally there is the free end

  - DISC2

  1. DMMd Backgtound zap music（全24曲）

  - ボーイズラブゲーム「DRAMAtical Murder」公式サウンドトラックCD。
  - DISC1は石井及び参加アーティストによる主題歌と挿入歌を収録し、DISC2にはゲーム内で使用されているBGMを24曲収録。
  - 本作のジャケットとブックレットデザインは石井が手掛けている。
- HELLBLAU（2012年8月8日LASA-35139/40）
  - DISC1

  1. D.O.G.M.A
  2. HELLBLAU
  3. M-D
  4. Paramidia +
  5. Hard Liminal
  6. Only finally there is free END +
  7. KA NA SHI MI NO A N JI

  - DISC2（初回限定版のみ付属）

  1. HELLBLAU -Music clip

  - 「DRAMAtical Murder」公式サウンドトラックより「PARA MIDIA」と「nly finally there is the free end」が新たにリアレンジされ再収録。
  - また全国のタワーレコード店舗での購入者限定で今作の収録曲および「AI CATCH」「deSLASH」のバックトラックを収録したインストゥルメンタルCD「HELLBLAU±2」を配布。

- DMMd period - DRAMAtical Murder re:connect soundtrack（2013年6月12日）
  - DISC1

  1. COSMOCALL FIELD
  2. At Last（いとうかなこ）
  3. your reply（木村世治 - ZEPPET STORE）
  4. Milky Way（VERTUEUX）
  5. Crystalline（いとうかなこ）
  6. HOLO GHOST
  7. THIS IMMORTAL
  8. Deeds, not words

  - DISC2

  1. DRAMAtical Murder re:connect BGM（全11曲）

  - DRAMAtical Murderファンディスク「DRAMAtical Murder re:connect」公式サウンドトラック。

- ying&yang（2013年8月21日）
  - TYPE A
  - DISC1

  1. LIBIDO
  2. Ying & Yang
  3. LIGHTNING THUNDERBOLT
  4. Riff - Raff
  5. HOLO GHOST
  6. AIDA 1/2
  7. THIS IMMORTAL
  8. COSMOCALL FIELD
  9. WARM LEATHERETTE（The Normalのカバー）
  10. THE ROLLING RUBBER BALL
  11. DREAMON DREAMER
  12. in the OVAL

  - DISC2

  1. Film of Ying & Yang
  2. Dark accompanying music with the film of monotone

  - TYPE B
  - DISC1

  1. LIBIDO
  2. Ying & Yang
  3. LIGHTNING THUNDERBOLT
  4. Riff - Raff
  5. HOLO GHOST
  6. AIDA 1/2
  7. THIS IMMORTAL
  8. COSMOCALL FIELD
  9. WARM LEATHERETTE
  10. THE ROLLING RUBBER BALL
  11. DREAMON DREAMER
  12. in the OVAL

  - DISC2

  1. LIBIDO on vox
  2. Ying & Yang no vox
  3. LIGHTNING THUNDERBOLT no vox
  4. Riff - Raff no vox
  5. HOLO GHOST no vox
  6. AIDA 2/2
  7. THIS IMMORTAL no vox
  8. COSMOCALL FIELD no vox
  9. WARM LEATHERETTE no vox
  10. THE ROLLING RUBBER BALL no vox
  11. DREAMON DREAMER no vox
  12. in the OVAL on vox

  - 「DMMd period - DRAMAtical Murder re:connect soundtrack」より「COSMOCALL FILELD」「HOLO GHOST」「THIS IMMORTAL」「Deeds, not words」を再録、「Deeds, not words」に関してはタイトルと歌詞を変更し「THE ROLLING RUBBER BALL」となる。
  - 「WARM LEATHERETTE」はThe Normalのカバー。石井曰く歌詞はちゃんと元の通り歌ってるがアレンジは原型が残ってないとのこと。
  - TYPE A付属DVDには表題曲「Ying & Yang」ミュージック・ビデオと撮影風景映像を収録。また撮影風景映像にはアルバムとは別に制作した専用BGMを使用。
  - TYPE B付属CDには収録のDISC1で器楽曲だったものにボーカルを追加、その他の曲はボーカルを抜いた器楽曲音源を収録。
  - TYPE A.Bに収録されている「AIDA 1/2」と「AIDA 2/2」は元々は一つの曲だったモノを半分に分け収録。

- The optimist sees the doughnut, the pessimist sees the hole（2015年4月2日 GRE-026/9（会場限定盤）、4月29日 GRE-030/1（一般流通盤））
  - 会場限定盤
  - DISC1

  1. The optimist sees the doughnut, the pessimist sees the hole
  2. Poisonous red hair and melancholy fireworks
  3. ROSE&GUN
  4. BETTY BLUE ～Suffer,Baby（三上博史のカバー）
  5. 踊れない症候群
  6. MANISH FIEND
  7. 天使達

  - DISC2～3

  1. ワンマンライブ「Re-birth gift of the price ratio」本編ライブ音源

  - DISC4（DVD）

  1. RADICAL MAT（「Re-birth gift of the price ratio」アンコール映像）

  - 一般流通盤
  - DISC1

  1. The optimist sees the doughnut, the pessimist sees the hole
  2. Poisonous red hair and melancholy fireworks
  3. ROSE&GUN
  4. BETTY BLUE ～Suffer,Baby（三上博史のカバー）
  5. 踊らない症候群
  6. SLIP ON THE PUMPS
  7. FORM SWEET FORM

  - DISC2（DVD）

  1. THE ROLLING RUBBER BALL （「Re-birth gift of the price ratio」アンコール映像）
  2. JUNKAN NO NEIRO（「Re-birth gift of the price ratio」アンコール映像）

  - ライブ会場限定盤と店舗流通盤の2種類発売、アルバムタイトルはオスカー・ワイルドの格言より引用。またそれぞれ1曲～4曲までは収録曲は同じだが会場版・店舗流通版全曲ミキシングが異なる。会場限定盤は石井自らコアなファン向けに生々しいミックスを施している。
  - 「ROSE&GUN」はPS Vita版「DRAMAtical Murder re:code」のBGM「DRAMAtical Murder re:connect Background zap music 01」のボーカルヴァージョン。
  - 「踊れない症候群」と「踊らない症候群」は歌詞は同じだかそれぞれバックトラックが異なっている。
  - 店舗流通版収録の「SLIP ON THE PUMPS」「FORM SWEET FORM」はアルバム用にリアレンジし、ゲストギターに石垣愛（ex.THE MAD CAPSULE MARKETS）が参加している。

#### DVD
- オムニトラストロニコモン（2004年12月18日 GBDVD-001）
  1. テクニコントラストロン
  2. ロケットベイベー
  3. アナーキックマジック
  4. ポップグルーヴ
  5. サンドッグハニームーン
  6. ピピ
  7. バレーストローク
  8. アンガー
  9. 無縁のメタファーあるいは、ウタだけ
  10. 13レシオ
  11. ウレイ・デイ・バイ・デイ
  12. ウォー!ウォー．アイ．ニー
  13. エンゼルトークテック
  14. ミュージックコンプリート
  15. ラジカルバーバリアン

- Men's vogue～Fashion and throbbing muscle（2008年9月17日 VIBB-4）
  1. JAKE
  2. JOHNNY RIDE
  3. MADMEN DANCE
  4. CIRCUIT WOLF
  5. GUELLA
  6. BY PHERO MONDO
  7. ANARCHIC MAGIC
  8. BUDDY BEAT
  9. DISCOMA
  10. ANGER
  11. DOT'S DASH
  12. PHYSICAL
  13. BLITZ KISS
  14. RODEOLOGY
  15. AERO CUTTER
  16. TWO-TONE KILLER
  17. RADICAL BARBARIAN
  18. YOUNG VANING
  19. VOGUE MAN
  20. GOOD LUCK DELETE
  21. GEO DIGIO～YOU SPIN ME ROUND

- HTV OFFICIAL BOOTLEG DVD（2009年3月4日）
  - 「V/A」指定レコード店購入特典Live DVD

  1. -SE- opening
  2. BY PHERO MONDO
  3. SYNTHESPIANS
  4. DISCOMA
  5. GUELLA
  6. FOR THE BOYS（永瀬正敏のカバー）
  7. 13 RATIO
  8. MONICA
  9. I WANT YOUR LOVE（DEAD ENDのカバー）
  10. SAYS SAYS SAYS
  11. MUSIC COMPLETE

- One Night 2 Beast（2013年7月10日）
  - DISC1（DVD）

  1. D.O.G.M.A
  2. HELLBLAU
  3. SONIC PHONIC TONICS
  4. ANARCHIC MAGIC
  5. HARD LIMINAL
  6. M-D
  7. HOLO GHOST
  8. UREI DAY BY DAY
  9. BY PHERO MONDE
  10. JOHNNY RIDE
  11. DISCOMA
  12. de SLASH
  13. PARAMIDIA
  14. AI CATCH
  15. DREAMON DREAMER
  16. KA NA SHI MI NO A N JI
  17. ONLY FINALLY THERE IS THE FREE END

  - 2012年12月6日東京LIQUIDROOM ebisuにて行われたワンマンライブ「夜に獣」から収録。
  - 通常版はタワーレコード限定発売。
  - 所属事務所 直球での販売された通販限定豪華版「夜に獣 DX SET」には通常版未収録のアンコールを含めた完全版DVD、同一内容のBD-ROM、音源のみのCDが付属。また特典DVDとして2013年3月18日新宿ロフトで行われた「LIVE2 表層のDEEP」を収録。

#### 参加オムニバス
- SUPER TRANCE BABE 〜J-Gorgeous〜（2006年3月24日 VICB-60013）
  - 6曲目に『ジオデジオ』（GOATBED）
7曲目に『Romanticが止まらない（C-C-Bのカバー）』（shuji to masuhisa名義）
12曲目に『YMCA（ヴィレッジ・ピープルのカバー）』（shuji ishii名義）で参加。

- Rasterize Memory（2014年9月24日　AVCA-74530/B／AVCA-74531）
  1. 天使達 [REN_ENDING_SONG]

  - テレビアニメ版「DRAMAtical Murder」エンディングソングミニアルバム。5曲目にGOATBED提供曲が収録。

- engage+ment - DMMd DramaCD Vocal Tracks - （2015年3月14日　GRN-046）
  1. ENDE=NEU

  - 「DRAMAtical Murder」ドラマCDエンディングソングミニアルバム。5曲目にGOATBED提供曲が収録。

### PUNK FLOYT
PUNK FLOYT（パンクフロイト）は、goatbedの覆面パンク・カバー・バンド。

#### 概要
goatbedのメンバー4人が加入している。2004年10月29日のイベント『心はいつもラムネ色 第8回 誠ナイト』にて初披露され、翌年2005年1月6日新宿LOFTにおける2回目のライブ（心はいつもラムネ色 第9回）にて解散した。

#### デモテープ
- VOL.1（2004年10月29日）
  1. ポーカーフェイスシティ（アレルギーのカバー）
  2. トゥーダンス（マザーグースのカバー）
  3. アナーキックマジック（GOATBEDのカバー）
- VOL.2（2005年1月6日）
  1. ロマンチスト（ザ・スターリンのカバー）
  2. エス・エー・ディー（Velvet Endroitのカバー）
  3. スリーイヤーズ（THE WILLARDのカバー）